# Bateau de Tune
Le bateau de Tune est un bateau viking de type karv ayant été découvert en 1867 près de la ferme Haugen, sur l'île fluviale de Rolvsøy dans le Østfold, Norvège. Le bateau a été construit aux environs de 900, et est fait principalement de planches de chêne. Il a été trouvé en 1867 dans un monticule funéraire appelé Båthaugen (le monticule bateau) par l'archéologue Oluf Rygh.
Le navire est fragmentaire, mais il devait faire 19 mètres de long pour4,2 mètres de large; il doit avoir possédé 11 ou 12 paires de rames. La longueur de la quille fait 14 mètres. Il est fait de traverses épaisses et a un bord supérieur solide.
La tombe contenait le corps d'une personne ainsi que d'un cheval.
Le bateau de Tune est exposé au Musée des navires vikings d'Oslo.